# Ney Amorim
Joziney Alves Amorim (Rio Branco, 24 de janeiro de 1977) mais conhecido como Ney Amorim, é um politico brasileiro filiado ao Podemos (PODE).
Foi eleito para seu terceiro mandato como deputado estadual do Acre, com a maior votação da historia do Acre para o cargo, com 10.213 votos.

## Biografia
Filho de Josué Amorim, que foi vereador de Rio Branco, e da dona Graça Amorim, Ney Amorim nasceu e passou toda sua juventude na região da Baixada de Rio Branco no Acre, onde ainda hoje moram seus pais e alguns familiares.
Formado em administração de empresas, ele é casado e pai de três filhos.
Aos 29 anos, Ney que na época era policial civil, candidatou-se a deputado estadual pelo Acre, recebeu 3808 votos, mas não foi eleito, porém, assumiu como suplente.
Aos 34 anos, candidatou-se novamente a deputado estadual pelo Acre, e foi eleito com 5.570 votos. Durante (ALEAC).
Em 2014 candidatou-se pela terceira vez a deputado estadual, e foi reeleito com 10.213 votos, a votação mais expressiva para deputado estadual no Acre. Iniciou o terceiro mandato como presidente da Assembleia Legislativa do Acre (Aleac), conquistando dois feitos, o de ser o mais jovem a presidir a casa de leis e o único petista da Frente Popular do Acre a assumir o parlamento.

## Presidência da ALEAC
No dia 22 de janeiro de 2015, A executiva estadual do PT anunciou, em entrevista coletiva realizada na sede do partido em Rio Branco, o nome do deputado Ney Amorim para disputar a Presidência da Assembleia Legislativa do Acre. No dia 1° de fevereiro de 2015, com candidatura única, Amorim foi eleito com os votos da base governista e da oposição. A votação aconteceu de forma nominal para cada cargo da Mesa Diretora. Ney Amorim foi eleito com a unanimidade dos votos para presidir o parlamento acriano para o biênio 2015- 2016.
Eleito para seu terceiro mandato com a maior votação da história do Acre, foi o primeiro petista a ocupar a presidência da Aleac. Ney Amorim ganhou destaque à frente da presidência da Aleac, conquistando críticas positivas tanto da situação quanto da oposição, além de estreitar as relações entre os poderes Executivo e Legislativo. Com a ausência do governador Tião Viana e da vice Nazareth Araújo, Ney assumiu por diversas vezes o governo do estado do Acre de forma interina.
Dentre seus feitos notáveis como presidente da Aleac, está a realização do 1º Encontro de Câmaras Municipais do Acre, Prêmio de Jornalismo da Aleac, Em junho de 2015, intermediou negociações para por fim à greve da educação do estado do Acre. E conseguiu intermediar junto ao governo do Estado o pagamento do salário integral dos 156 trabalhadores da Educação que tiveram o ponto cortado, durante a greve.
Também exercendo seu mandato de Deputado Estadual do Acre, Ney apresentou o projeto para criação da Rede Legislativa de TV Digital e Rádio do Poder Legislativo acriano.
Em novembro de 2015, durante o 30° edição do prêmio Destaques do Ano, recebeu o premio Parlamentar Destaque de 2015, pela colunista Rubedna Braga, em cerimônia realizada no Maison Borges. Sendo o primeiro presidente da Aleac a receber o premio.